# Zawyet el-Aryan
Zawyet el-Aryan è una località egiziana, situata tra Giza e Abusir.

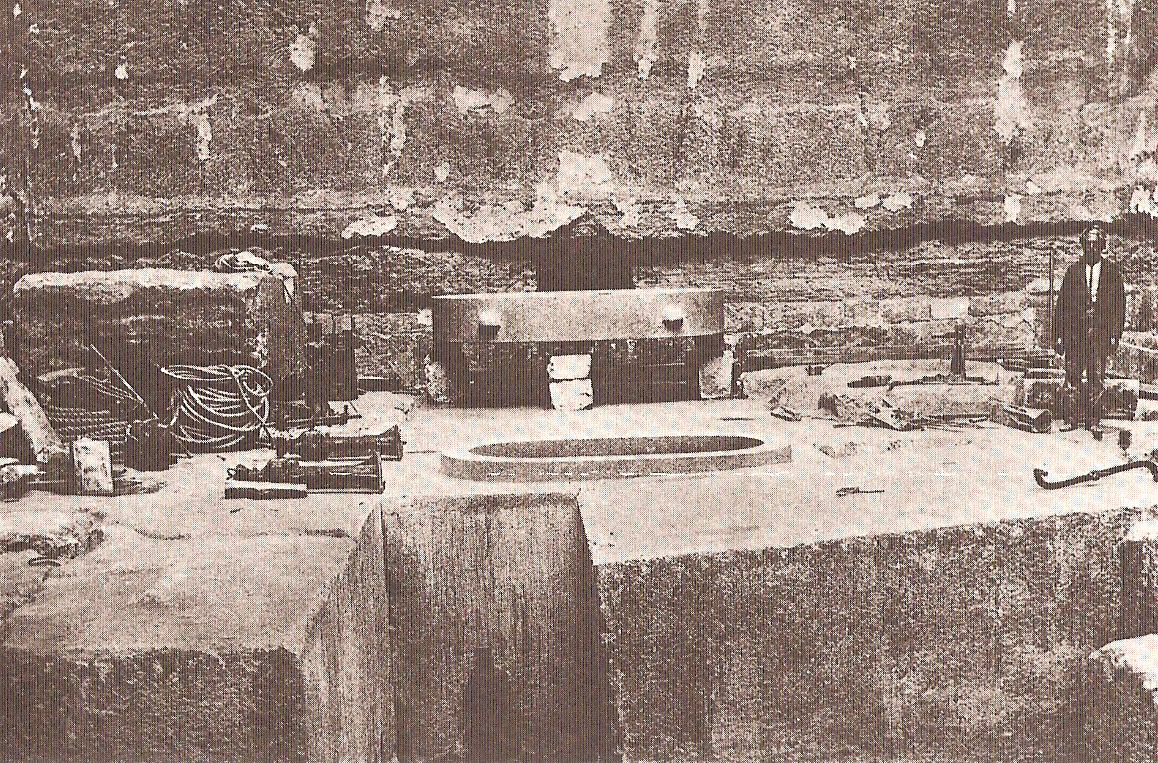
Sarcofago ovale nella "piramide a strati" (da una immagine dei primi anni del XX secolo)

Nell'area desertica ad ovest della città è presente una necropoli nota con il medesimo nome. Il sito contiene i resti di due piramidi: quelle nota come "piramide a strati" una struttura a gradini, probabilmente mai completata, attribuita a Khaba, sovrano della III dinastia e le fondamenta di una piramide, nota anche "piramide nord" di grandi dimensioni che si ritiene risalire alla IV dinastia.